# Valero Pujol
Valerio Pujol (Borja, Zaragoza; 1837 - Ciudad de Guatemala, 1915) fue un filósofo, historiador, periodista, economista, catedrático, y escritor español. Fue gobernador civil de varias provincias, pero luego salió de España tras la derrota del partido republicano en 1874. Llegó a Guatemala en 1875 a petición del director de la recién fundada Escuela Politécnica —el Comandante de Ingenieros español Bernardo Garrido y Agustino— en donde se radicó para el resto de su vida y en donde desarrolló su destacada labor periodística y docente.

## Biografía
| 27 de noviembre 1877 Sr. Dn. Valero Pujol Amigo mío: En un cariñoso párrafo, inserto en el último número de El Progreso: Por las cosas generosas que de mí dice, gracias. Para la observación con que termina, algunas observaciones. [...] Otra vez, allá en familia, en las útiles pláticas que la Escuela Normal sustenta, y el público favorece[...] ensalcé a la próspera Guatemala. Mi mano agradecida sabe que se sentía allí lo que yo decía.[...] Yo había alentado a los jóvenes, encomiado la necesidad de la energía individual, censurado el respeto ciego, el continente sumiso, la mano floja, la mira opaca, el habla humilde, todo eso que Ud. ha llamado circunstancias, y que ya -merced al libro, a los hombres de 1871, y a ud. mismo-ya no lo son.[...] Volví los ojos hacia los pobres indios, tan aptos para todo y tan destituidos de todo, herederos de artistas y maestros, de los trabajadores de estatuas, de lo creadores de tablas astronómicas, de la gran Xelajú, de la valerosa Utatlán. La manera de celebrar la independencia no es, a mi juicio, engañarse sobre su significación, sino completarla.[...] Amo a Guatemala. Probárselo será mejor que decírselo.[...] Ud. me ha hecho mucho bien: hágame aún más. No diga Ud. de mí, -que eso vale poco: "Escribió bien", "habló bien". -Diga Ud, en vez de esto: "Es un corazón sincero, es un hombre ardiente, es un hombre honrado". Y así, lo abrazaré. Su amigo —José Martí |

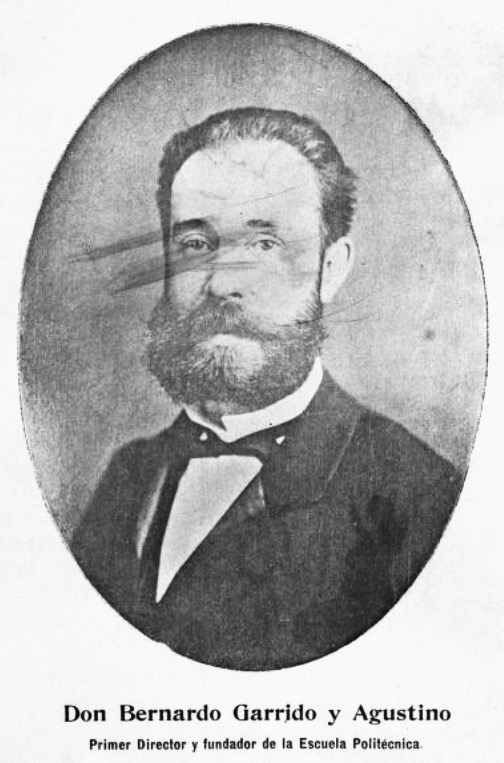
Comandante de Ingenieros Bernando Garrido y Agustino, fundador y primer director de la Escuela Politécnica de Guatemala, quien solicitó a Pujol que viajara a Guatemala. Fotografía de la Revista Militar.

Considerando la derrota del partido republicano en España como un fracaso emigró hacia América, radicándose en Guatemala durante el gobierno de Justo Rufino Barrios. En dicho país centroamericano tuvo una larga carrera magisterial sirviendo cátedras en los recién fundados Escuela Politécnica e Instituto Nacional Central para Varones, así como en la Facultad de Derecho de la Universidad Nacional, a pesar de no poseer ningún título académico. En Guatemala se hizo amigo de los eminentes cubanos Hildebrando y José Martí, José Joaquín Palma, el célebre poeta nicaragüense Rubén Darío, el ingeniero cartógrafo alemán Edwin Rockstroh y los intelectuales guatemaltecos Agustín Gómez Carrillo, Antonio Batres Jáuregui y Lorenzo Montúfar, quienes también impartían cátedras en el Instituto Central.
Físicamente era de complexión recia, delgado y de rostro afilado; de acuerdo al escritor y diplomático Federico Gamboa -ministro de México en Guatemala de 1899 a 1907- Pujol se parecía físicamente a don Quijote de la Mancha. Pujol fue director del periódico El Progreso, y en una oportunidad, tras un artículo que dicho noticiario publicara sobre un discurso que el poeta cubano José Martí pronunciara durante la conmemoración de la independencia de Guatemala el 15 de septiembre de 1877, el poeta —entonces exiliado en Guatemala— le escribió una emotiva carta que, por su valor histórico y estético, ha quedado registrada en los volúmenes de las epístolas del poeta cubano.
De Valerio Pujol dijo Rubén Darío: «Recién establecido él en su casa de habitación se daban cita por las noches, con frecuencia, las mejores inteligencias del terruño guatemalteco. Su nombre, sin embargo, no sé por qué —quizá por el rincón centroamericano en que se metiera— no ha brillado, fuera de aquí, tanto como merece. En cualquier parte del mundo pudo habérsele tomado en cuenta como un eminente intelectual, porque fue hombre importante en el más alto concepto del vocablo.»
El movimiento educacional del positivismo afectó a toda la población culta en Guatemala porque estaba dirigido tanto a la escuela primera como a la secundaria, y la ley disponía que la primera fuese obligatoria, laica y gratuita. El movimiento positivista del gobierno liberal de Justo Rufino Barrios tenía entre sus máximos exponentes a varios extranjeros: el cubano José María Izaguirre -profesor cubano, amigo personal de José Martí-, los hondureños Ramón Rosa y Marco Aurelio Soto —quienes estuvieron a cargo del ministerio de Educación de Guatemala de 1873 a 1876 y luego gobernaron Honduras como Ministro General y Presidente de la República, respectivamente—, el poeta y patriota cubano José Martí y, por supuesto, a Valero Pujol. Este movimiento educacional se completó con la publicación y traducción de importantes obras de texto y con su difusión a través de periódicos como La educación del pueblo y El Instituto Nacional.
Por su parte, Valero Pujol contribuyó al movimiento educativo publicando varias obras, entre las que destacó el Compendio de la historia de la filosofía, la cual escribió por encargo del gobierno y constituyó el primer resumen global de filosofía positivista. Pujol tenía una buena preparación general en filosofía clásica y moderna y supo mantenerse en un plano elevado al momento de escribir su libro.
Desencantado del régimen dictatorial que Justo Rufino Barrios implementó en los últimos años de su gobierno se quedó en Guatemala porque habían nacido allí sus hijos, y en donde poco a poco fue perdiendo el prestigio del que gozara al arribar a Guatemala. Regresó a visitar su natal España por dos años, pero regresó a Guatemala en donde en 1900, según relata Gamboa en sus memorias, era corresponsal de un periódico sudamericano y del Diario del Salvador, reimprimía y escribía sus libros educativos, y era abogado consultor y permanente del Ferrocarril del Sur.
Posteriormente, fue empleado del Ferrocarril Central, como lo indica un reportaje aparecido en La Locomotora, el órgano divulgativo del Ministerio de Fomento del gobierno del licenciado Manuel Estrada Cabrera en 1908.

## Obras
- Pujol, Valero (1885). Compendio de la Historia de la Filosofía. Guatemala: El Progreso.
- — (1886). Miscelánea literaria e histórica. Guatemala: Arenales.
- — (1892) [1878]. Compendio de Historia Universal (4.ª edición). Guatemala: Pártegas.
- —; Montufar, Rafael (1894). Emilio Castelar. La Unión.
- — (1904). Estudio sobre el establecimiento del sistema constitucional en España. Guatemala: La República.